# Рабельо, Брайан
Брайан Мартин Рабельо Мелья (исп. Bryan Martín Rabello Mella; родился 16 мая 1994, Ранкагуа, Чили) — чилийский футболист, полузащитник мексиканского клуба «Сантос Лагуна». Выступал в сборной Чили.

## Клубная карьера

### «Коло-Коло»
Брайан начал заниматься футболом в школе Рикардо Орты в своём родном городе. После товарищеского матча против «Коло-Коло» на стадионе «Монументаль Давид Арельяно», в котором он забил гол, он получил приглашение от Лисардо Гарридо попробовать себя в низших дивизионах, попав в Сантьяго в возрасте 12 лет.
Пройдя различные юношеские команды клуба, он сыграл свой первый матч в ноябре 2009, поучаствовав в победе над «Лота Швагером» в Кубке Чили. Он дебютировал в чемпионате Чили 22 августа 2010 в матче против «Унион Эспаньолы» в возрасте 16-ти лет. Четыре месяца спустя в игре против «Универсидад де Консепсьон» он забил свой первый гол.
17 июня 2012 в дерби против «Универсидад де Чили», завершившемся победой со счётом 2:0, Рабельо забил второй гол своей команды.
После окончания Апертуры 2012 срок действия его контракта с клубом истёк, и он стал свободным агентом, имея хорошие перспективы в будущем.

### «Севилья»
27 июня 2012 года состоялся официальный переход Рабельо в «Севилью», где он начал играть за резервную команду «Севилья Атлетико». В своей первой предсезонной подготовке в «Севилье» он забил гол ударом со штрафного и отдал голевую передачу Пётру Троховски в матче против «Ротенья Спортс», завершившемся со счётом 6:0 в пользу «андалусийцев». Рабельо дебютировал в основной команде 3 декабря 2012 года в матче чемпионата Испании против «Реал Сосьедада», заменив Сисиньо уже в первом тайме на 27-й минуте.
В январе 2014 года футболиста арендовал «Депортиво». 29 августа 2014 года Рабельо отправился в аренду в «Люцерн».
В июле 2015 года «Севилья» расторгла контракт с Рабельо, после чего футболист подписал контракт с мексиканским клубом «Сантос Лагуна».

## Международная карьера
6 июня 2012 Рабельо был вызван в сборную Чили на отборочный матч чемпионата мира против сборной Венесуэлы вместо отбывавших дисциплинарное наказание Гари Меделя и Эдуардо Варгаса.
Рабельо является игроком молодёжной сборной Чили, в составе которой он отправился на молодёжный чемпионат Южной Америки 2013, проходящий в Аргентине.

## Статистика
| Клуб      | Сезон            | Лига | Лига | Кубок | Кубок | Континент. | Континент. | Всего | Всего |
| Клуб      | Сезон            | Игры | Голы | Игры  | Голы  | Игры       | Голы       | Игры  | Голы  |
| --------- | ---------------- | ---- | ---- | ----- | ----- | ---------- | ---------- | ----- | ----- |
| Коло-Коло | 2010             | 6    | 1    | —     | —     | 1          | 0          | 7     | 1     |
| Коло-Коло | Ап. 2011         | 3    | 0    | —     | —     | —          | —          | 3     | 0     |
| Коло-Коло | Кл. 2011         | 3    | 0    | 2     | 0     | —          | —          | 5     | 0     |
| Коло-Коло | Ап. 2012         | 8    | 1    | —     | —     | —          | —          | 8     | 1     |
| Коло-Коло | Всего            | 20   | 2    | 2     | 0     | 1          | 0          | 7     | 1     |
| Севилья   | 2012/2013        | 3    | 0    | —     | —     | —          | —          | —     | —     |
| Севилья   | Всего            | 3    | 0    | —     | —     | —          | —          | —     | —     |
| Севилья   | Всего за карьеру | 23   | 2    | 2     | 0     | 1          | 0          | 26    | 2     |